# Шахмансур
Шахмансур, Шохмансур (тадж. Шоҳмансур) — кишлак в Таджикистане, вошедший в состав Душанбе. Название кишлака сохранилось в именовании Шохмансурского (до 2010 года — Железнодорожного) района (Шохмансур) и махаллей (Шохмансур-1 и Шохмансур-2) столицы Таджикистана, на территории которого находился упраздненный населённый пункт. В кишлаке родилась советский Герой труда — Мамлакат Нахангова (1924—2003).
Шахмансур возглавлял кишлачный совет Шахмансур Сталинабадского района Таджикской ССР.

## География
Находился в Гиссарской долине (Панков, 1935), возле кишлака Дюшамбе-Бозор, ставший в 1925 году городом Дюшамбе. В повести «Поверженный» трилогии «Двенадцать ворот Бухары» Джалол Икрами писал про кишлак, указав расстояние до города и близ находящиеся населённые пункты:
Жили в Душанбе в это время трудно. Опасно было ходить в одиночку даже в кишлак Шахмансур, находившийся в пяти километрах от города. И все же в базарные дни туда стекалось много народу. Приезжали торговцы и покупатели из кишлаков Варзоба, Янги-Базара, из городов Гиссара, Каратага, Кокташа и других мест.

## История
До установления в 1920 году советской власти входил в Дюшамбинский амлок Гиссарского бекства Бухарского эмирата.
В советское время в кишлаке был организован колхоз имени Сталина, выращивавший хлопок.
27 февраля 1926 г. Ревком ТА ССР рассматривал вопрос переписи населения г. Дюшамбе и прилегающих к нему селений Шахмансур и Сары Ассия по упрощённой программе в целях выявления количества его населения и земельных участков.
В 1929 году была проведена железная дорога, соединившая столицу Таджикистана с Ташкентом и Москвой. Площадка для строительства станции была выбрана на месте кишлака Шахмансур, в двух километрах от тогдашней границы города (Говорят строители социализма… С.80).
В 1930 году по предложению железнодорожников аэродром был перенесен за кишлак Шахмансур на площадку, на которой находится современный аэропорт столицы республики (Говорят строители социализма… С.82).
В 1930-е годы действовали детские ясли
28 августа 1939 года вышел Указ «Об упразднении кишлачных Советов Шахмансур и Сарыасия»; кишлак вошёл в состав города Сталинабад (после 1961 года — Душанбе).
Павел Лукницкий писал:
«Сначала город занял только площадь кишлака Дюшамбе. Потом, расширяясь и расцветая, он захватил и перекроил наново другие бывшие кишлаки: на юге — Шахмансур, на севере — Сары — Ассия».